# Rob Levin
Robert Levin, född 12 december 1955, död 15 september 2006, även känd som lilo, var skaparen av IRC-nätverket freenode och VD för Peer-Directed Projects Center (PDPC), den välgörenhetsförening som hjälpte till att sponsra freenode.

## Biografi
Robert Levin blev datorprogrammerare 1968, och arbetade som administratör och programvaruprogrammerare från 1978 och framåt. Sedan 1994 arbetade han för att främja användande av IRC för fria programvaror och öppen källkod.
Den 12 september 2006 blev han påkörd av en bil under en cykelfärd i Houston i Texas där bilföraren smet från platsen. Efter krocken låg han på sjukhus i flera dagar och dog den 15 september. Dödsorsaken fastställdes till ett olycksfall med trubbigt slag mot huvudet. Levin efterlämnade hustru och en son.